# Panell de projecció LCD
Un panell de projecció LCD, retro-pantalla o simplement, panell de projecció, és un dispositiu que, tot i que ja no està en producció i avui és obsolet, va ser utilitzat com un, gairebé portàtil, projector de pantalla de PC, per fer presentacions i conferències, durant una època (1988),en què els projectors de vídeo basats en CRT eren molt pesants i feixucs, atés que els projectors 3LCD d'Epson no van sortir al mercat fins 1989, i a un cost elevat (USD 3000).

## Descripció
El panell de projecció es compon d'un panell LCD translúcid, amb un ventilador per refrigerar-lo i necessita un retroprojector de transparències per projectar la imatge que genera. El panell es col·loca damunt la base del retroprojector, i actua com un tros de transparència. Els panells tenien una entrada VGA, de vegades una entrada de vídeo compost (RCA) i una entrada S-Vídeo. Els darrers models tenien comandament a distància, amb funcions com ara "congelar" que permetia congelar la imatge, útil per quan es volia aturar alguna acció a la pantalla mentre es feien altres coses.

## Inconvenients
- Els models primitius només tenien una resolució de 640x480, encara que es va millorar en els darrers models que tenien una resolució SVGA.
- Els panells LCD no tenien gaire contrast, ja que no permetien passar una gran quantitat de llum, així que la brillantor podia arribar a ser un problema, fins i tot amb un potent retroprojector de transparències.

## Avantatges
- El fabricant de panells Proxima, va incloure una vareta màgica amb un sensor de posició, que interactuava amb la vareta màgica, detectant la seva posició, fet que permetia crear un procés interactiu, equivalent a les actuals pissarres interactives.
- Quan es van deixar de fabricar, es podien comprar panells d'ocasió per una fracció del preu d'un projector de dades i la seva tecnologia va permetre obrir pas a un tipus de projector molt actual, que funciona amb el mateix principi d'un sol panell LCD, el projector LED mono-LCD